# Юриссон, Хельви
Хе́льви Ю́риссон (эст. Helvi Jürisson; 5 октября 1928, Таллин — 16 сентября 2023, Таллин) — советская и эстонская писательница, автор рассказов и стихов для детей.

## Биография
Родилась в 1928 году в Таллине в семье инженера, окончила таллинскую среднюю школу в 1947 году.
В 1947—1953 годах окончила медицинский факультет Тартуского госуниверситета.
В 1953—1954 годах работала врачом-фтизиатром в Москве, где познакомилась со своим первым мужем композитором Андреем Волконским.
Вернувшись в Эстонскую ССР в 1955—1958 годах работала врачом в Таллине.
В 1956 году дебютировала со стихами в журнале «Looming»,  дальнейшем выступала как автор короткой прозы и стихов для детей. 
Первый её сборник стихов для детей был издан в 1961 году, затем последовали ещё несколько сборников член Сюза писателей Эстонской ССР с 1972 года.
Однако, занимаясь литературой не оставляла работать врачом, и только в 1985 году вышла на пенсию и полностью посвятила себя творчеству.
Переводила на эстонский язык поэзию с русского, белорусского, болгарского и французского.
В 2001 году награждена медалью ордена Белой Звезды.
Умерла в 2023 году в Таллине.

## Личная жизнь
Первый брак — с русским композитором Андреем Волконским, их сын — Пеэтер Волконский (1954 г.р.), эстонский актёр и рок-певец.
Второй брак — с эстонским художником-графиком Олевом Соансом, в браке дочь Кертту Соанс (1961 г.р.), эстонская журналистка.